# Alceste de Ambris

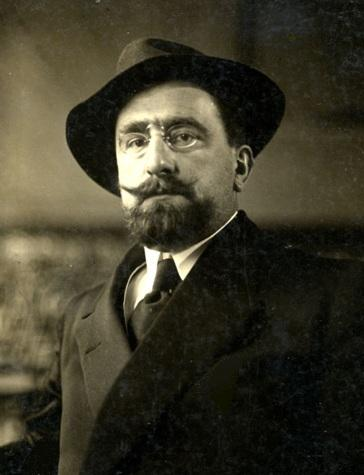
Alceste De Ambris, 1930

Alceste De Ambris (* 15. September 1874 in Licciana Nardi; † 9. Dezember 1934 in Brive-la-Gaillarde) war ein italienischer Syndikalist, Journalist und Aktivist.

## Biografie
Nach einem Jurastudium in Parma flüchtete er im Mai 1898 vor der Einberufung als Soldat nach São Paulo. Dort gründete er eine schlagkräftige Gewerkschaft und die Zeitung Avanti! Vor einem Gerichtsurteil, das Großgrundbesitzer angestrengt hatten, floh er im April 1903 zurück nach Parma. Dort gründete er eine syndikalistisch orientierte Fraktion der Sozialistischen Partei und arbeitete bei der Wochenzeitung L´Internazionale. Er wurde Sekretär der Camera del Lavoro in Parma und organisierte mit Landarbeitern im Mai 1908 einen Generalstreik. Von Militärs verfolgt musste er wieder ins Ausland fliehen. Nach seiner Rückkehr 1912 gründete er mit seinem Bruder Amilcare De Ambris in Modena die Unione Sindacale Italiana (USI).
Obwohl er den Parlamentarismus aus Prinzip ablehnte, wurde er Mitglied der „Protest-Kandidatur“ zur Kammer von Parma. Die Immunität schützte ihn zunächst vor weiterer Verfolgung. Den Kolonialkrieg Italiens gegen das Osmanische Reich um Libyen lehnte er ab. Dagegen forderte er mit anderen „Interventionisten“ den Eintritt Italiens in den Ersten Weltkrieg. Damit wollte er den Krieg gegen Habsburg und Österreich-Ungarn als Katalysator für gesellschaftliche Veränderungen in Italien benutzen. Kurze Zeit arbeitete er auch mit Mussolini zusammen, der ähnliche Ziele verfolgte. Nach dem Krieg trennte er sich von Mussolini und schloss sich Gabriele D’Annunzio nach der Besetzung von Fiume an. Dort arbeitete er für die Italienische Regentschaft am Quarnero eine syndikalistische Verfassung Carta del Carnaro aus, die einen korporatistischen Staat vorsah.
Nach dem Marsch auf Rom 1922 ging er in massive Opposition zu den Faschisten um Mussolini. Wieder wurde er zur Emigration gezwungen. Ab 1923 bis zu seinem Tod 1934 arbeitete er in Paris in einer Vereinigung von Antifaschisten.
Am 27. September 1964 wurde seine Leiche auf den Friedhof Villetta in Parma umgebettet.